# Marianne Maret
Marianne Maret (Sion, 15 juni 1958) is een Zwitserse politica voor de Christendemocratische Volkspartij (CVP/PDC) uit het kanton Wallis. Zij zetelt sinds 2019 in de Kantonsraad en was het eerste vrouwelijke Kantonsraadslid uit haar kanton.

## Biografie

### Lokale en kantonnale politiek
Sinds 1997 maakt Marianne Maret deel uit van de gemeenteraad (uitvoerende macht) van Troistorrents, waarvan ze van 2004 tot 2012 burgemeester was. Van 2009 tot 2013 was ze voorzitster van de Federatie van de gemeentes van Wallis.
Van mei 2009 tot november 2019 zetelde ze in de Grote Raad van Wallis. Ze was ook vicevoorzitster van de kantonnale afdeling van haar partij.

### Federale politiek
Bij de parlementsverkiezingen van 2019 werd ze verkozen in de federale Kantonsraad, samen met haar partijgenoot Beat Rieder. Maret werd verkozen in de tweede ronde op 10 november 2019 met 1.370 stemmen meer dan de socialist Mathias Reynard. Hierdoor werd Maret het eerste vrouwelijke Kantonsraadslid uit haar kanton en behield haar partij CVP/PDC de twee Kantonsraadszetels van Wallis, die al sinds mensenheugenis in handen zijn van deze partij.